# Blowing Kisses in the Wind
Blowing Kisses in the Wind – piosenka i trzeci singel z drugiego albumu amerykańskiej piosenkarki Pauli Abdul, zatytułowanego Spellbound. Została napisana przez Petera Lorda, który wraz z Vernonem Jeffreyem Smithem podjęli się produkcji. Piosenka dotarła do szóstego miejsca listy Billboard Hot 100. Do tej pory jest to jej ostatni singel, który dotarł do pierwszej dziesiątki tego zestawienia. Teledysk przedstawia piosenkarkę tańczącą balet w teatrze i wykonującą piosenkę.

## Lista piosenek

### Stany Zjednoczone – CD
1. „Blowing Kisses in the Wind” – Edit
2. „Blowing Kisses in the Wind” – LP

### Stany Zjednoczone – kaseta
1. „Blowing Kisses in the Wind” – LP
2. „Spellbound” – LP

## Listy przebojów
| Lista (1991)           | Najwyższa pozycja |
| ---------------------- | ----------------- |
| Canadian Singles Chart | 4                 |
| LP3                    | 29                |
| U.S. Billboard Hot 100 | 6                 |

### Podsumowanie roku
| Lista (1992)           | Pozycja |
| ---------------------- | ------- |
| U.S. Billboard Hot 100 | 73      |